# Gianfranco Calligarich
Gianfranco Calligarich (Asmara, 3 maggio 1939 – Roma, 25 novembre 2024) è stato uno scrittore, sceneggiatore, giornalista e paroliere italiano.

## Biografia
Negli anni '70 fu autore di testi per canzoni per il cantautore Marco Jovine (che incise per l'RCA Italiana e la Vedette)
Vinse il Premio Viareggio, sezione Narrativa, nel 2017. Nel 2021 ottenne invece il premio Fitzgerald e il premio Marco Polo. I suoi libri sono stati pubblicati in 18 paesi nel mondo.

## Opere

### Romanzi
- L'ultima estate in città (Milano, Garzanti, 1973; Milano, Bompiani, 2016)
- Posta prioritaria (Milano, Garzanti, 2002; Milano, Bompiani, 2014)
- Privati abissi (Roma, Fazi, 2011; Milano, Bompiani, 2018)
- Principessa (Milano, Bompiani, 2013)
- La malinconia dei Crusich (Milano, Bompiani, 2016)
- Quattro uomini in fuga (Milano, Bompiani, 2018)
- Una vita all'estremo (Milano, Bompiani 2021)

### Teatro
- Grandi balene

## Filmografia

### Cinema
- Città violenta, regia di Sergio Sollima (1970)
- L'amore breve, regia di Romano Scavolini (1969)
- La polizia ha le mani legate, regia di Luciano Ercoli (1974)

### Televisione
- Ritratto di donna velata, regia di Flaminio Bollini (1975)
- Storia di Anna, regia di Salvatore Nocita (1981)
- Piccolo mondo antico, regia di Salvatore Nocita (1983)
- La casa rossa
- Tre anni
- Il colpo